# تريبي ريد

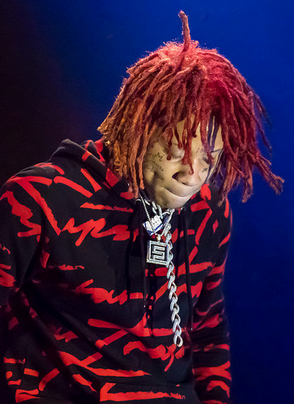
تريبي ريد يؤدي في فبراير 2018

مايكل لامار وايت الرابع (مواليد 18 يونيو 1999) والمعروف مهنيًا باسم تريبي ريد (بالإنجليزية: Trippie Redd)، مغني راب وكاتب أغاني أمريكي. دفعته أغنية ألبومه القصير الأول أي لوف ليتر تو يو (2017) «لوف سكارز» إلى الشعبية. وصلت أغنيات تريبي رد الفردية «دارك نايت دومو»، التي تجمعه مع ترافيس سكوت و«توبانغا»، إلى دخول ترتيب الولايات المتحدة الموسيقي بيلبورد هوت 100. وصل أول ألبوم له في الاستوديو لايف إز أي تريب (2018) والألبوم الثاني (2019) إلى الخمسة الأوائل في ترتيب بيلبورد 200 للألبومات، في حين تصدر ألبومه القصير أي لوف ليتر تو يو 4 (2019) ترتيب الألبومات.

## ألبومات
- لايف إز أي ترِب (2018)
- ! (2019)
- بيغاسوس (2020)[7]
- ترِب ات نايت (2021)

## روابط خارجية
- تريبي ريد على موقع IMDb (الإنجليزية)
- تريبي ريد على موقع ميوزك برينز (الإنجليزية)
- تريبي ريد على موقع أول ميوزيك (الإنجليزية)
- تريبي ريد على موقع ديسكوغز (الإنجليزية)
- تريبي ريد على موقع قاعدة بيانات الفيلم (الإنجليزية)